# キャスリン・アーブ
キャスリン・アーブ（Kathryn Erbe, 1966年7月2日 - ）は、アメリカ合衆国出身の女優。

## 略歴
ニューヨーク大学卒業。ステッペンウルフ・シアター・カンパニーに所属し、舞台に立つ。

## 主な出演作品

### 映画
- おつむて・ん・て・ん・クリニック What About Bob? (1991)
- リッチ・イン・ラブ Rich in Love (1993)
- D2 マイティ・ダック D2: The Mighty Ducks (1994)
- 死の接吻 Kiss of Death (1995)
- アディクション The Addiction (1995)
- ウィズアウト・ユー Entropy (1999)
- エコーズ Stir of Echoes (1999)
- スピーキング・オブ・セックス Speaking of Sex (2001)
- ミストレス・アメリカ Mistress America (2015)
- アレックス・ストレンジラブ Alex Strangelove (2018)
- アサシネーション・ネーション Assassination Nation (2018)

### テレビ
- LAW & ORDER:クリミナル・インテント Law & Order: Criminal Intent (2001-2011) - アレクサンドラ・エイムズ役で144話レギュラー出演
- LAW & ORDER:性犯罪特捜班 Law & Order: Special Victims Unit (2012-2013) - アレクサンドラ・エイムズ役で2話ゲスト出演
- The Sinner -記憶を埋める女- The Sinner (2017) - フェイ・アンブローズ役で5話ゲスト出演
- 殺人を無罪にする方法 - How to Get Away with Murder (2017) - ジャクリーン・ロア役
- CITY ON A HILL/罪におぼれた街 (2019-2022) - スー・スタントン役